# Lactarius lanceolatus
Lactarius lanceolatus är en svampart som beskrevs av O.K. Mill. & Laursen 1973. Lactarius lanceolatus ingår i släktet riskor och familjen kremlor och riskor.  Artens status i Sverige är: Ej påträffad. Inga underarter finns listade i Catalogue of Life.